# کپری هلدینگ
کپری هلدینگ (انگلیسی: Capri Holdings) شرکت پوشاک آمریکایی است، که در سال ۱۹۸۱ توسط مایکل کورس تأسیس شد.